# Éguilly-sous-Bois

Éguilly-sous-Bois este o comună în departamentul Aube din nord-estul Franței. În 1 ianuarie 2022 avea o populație de 114 de locuitori.